# جانغ هي ريونج
جانغ هي ريونج (بالكورية: 장희령)‏ هي ممثلة وعارضة أزياء كورية جنوبية. ولدت يوم 11 نوفمبر 1993 في ساتشيون في كوريا الجنوبية.

## روابط خارجية
- جانغ هي ريونج على موقع IMDb (الإنجليزية)
- جانغ هي ريونج على موقع قاعدة بيانات الفيلم (الإنجليزية)